# کیک پونتفرکت
کیک پونتفرکت (انگلیسی: Pontefract cake) یا کیک پومفرت نوعی شیرینی سیاه کوچک و تقریباً دایره‌ای شکل به ابعاد تقریبی ۳/۴ اینچ (۲ سانتی‌متر) عرض و ۱/۵ اینچ (۴ میلی‌متر) ضخامت، ساخته شده از شیرین‌بیان، که در اصل در یورک‌شر شهر پونتفراکت، انگلستان ساخته شده‌است.